# Ejaculare feminină

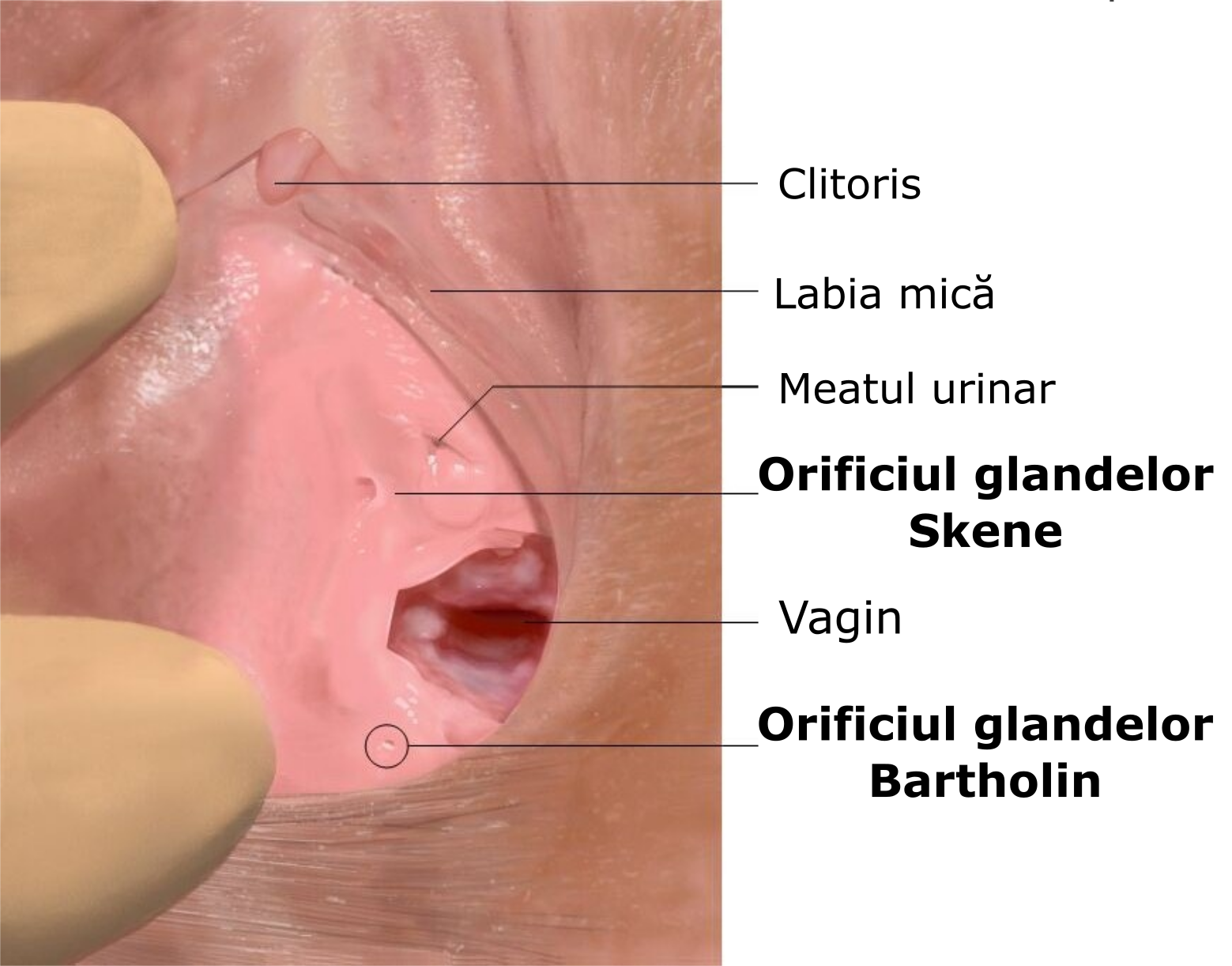
Glandele Skene, despre care se crede că sunt importante pentru fenomenul ejaculării feminine.

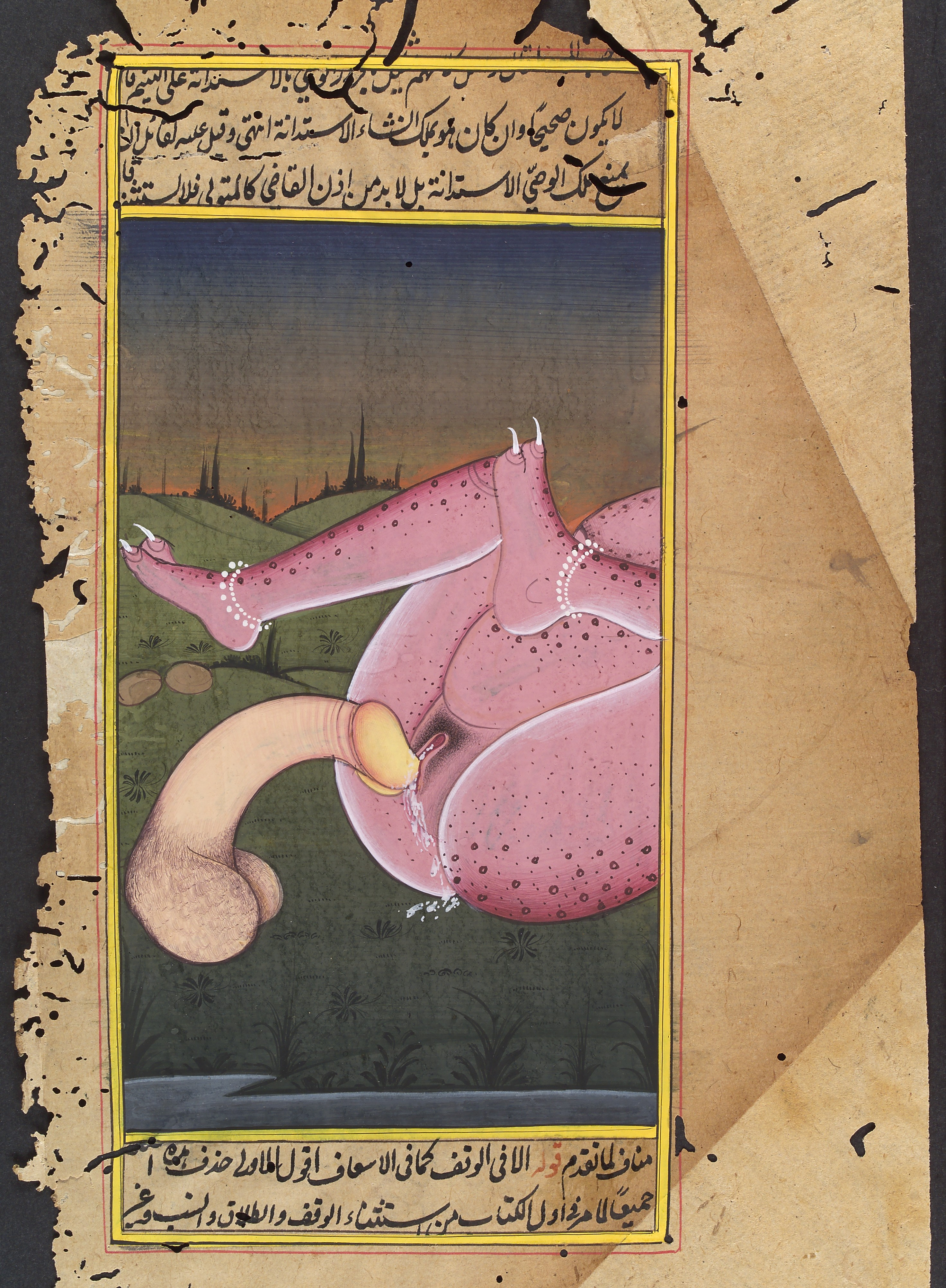
Artă erotică indiană reprezentând o ejaculare feminină.

Ejacularea feminină este caracterizată ca o expulzare a lichidului din sau în apropierea vaginului în timpul sau înaintea unui orgasm. De asemenea, este cunoscută colocvial sub denumirea împroșcare sau țâșnire, deși acestea sunt considerate a fi fenomene diferite în unele publicații de cercetare. Ejacularea feminină este distinctă fiziologic de incontinență coitală, cu care este uneori confundată.

## Controversă: ejaculare sau urinare
Au fost puține studii asupra ejaculării feminine. O mare parte a problemei în a ajunge la un consens se referă la eșecul în adoptarea definițiilor sau metodologiei de cercetare general convenite. Cercetările au folosit persoane extrem de selectate, studii de caz sau un număr foarte mic de subiecți, ceea ce face generalizarea dificilă. Majoritatea cercetărilor asupra naturii lichidului se concentrează pe determinarea dacă acesta este sau conține urină . Unii consideră că fluidul este secretat de canalele parauretrale prin uretra feminină umană și în jurul său, însă sursa exactă și natura fluidului rămân controversate în rândul profesioniștilor medicali și sunt legate de îndoieli cu privire la existența punctului G  . 

## Ejacularea feminină opusă împroșcării sau țâșnirii
Unele curente ale comunității de cercetare fac distincția între ejacularea feminină și ceea ce este cunoscut sub denumirea de împroșcare sau țâșnire. Acești termeni sunt folosiți de public în mod interschimbabil, ceea ce duce adesea la confuzie. În aceste publicații de cercetare, se sugerează că ejacularea feminină „reală” este eliberarea unei cantități foarte mici de lichid, gros și albicios din prostata feminină, în timp ce „împroșcarea” sau „țâșnirea” (prezentată frecvent în pornografie) este un fenomen diferit: expulzarea unui lichid limpede și abundent, care s-a dovedit a fi un lichid diluat din vezica urinară. 

## Relația cu incontinența urinară
Spre partea din urmă a secolului XX, a existat o confuzie semnificativă între ejacularea feminină și incontinența coitală. În 1982, Bohlen a explicat: 
Astăzi este contestată idea, acceptată anterior, că orice lichid expulzat in timpul orgasmului femeii este urină... dar, atenție sexologi! Asta nu înseamnă acum să presupunem invers, că orice lichid produs la orgasm este "ejaculare feminină".